# Cățelu, Ilfov
Cățelu este un sat în comuna Glina din județul Ilfov, Muntenia, România. Se află la est de București. La sfârșitul secolului al XIX-lea satul făcea parte din comuna Dudești-Cioplea, având 259 de locuitori. În sat funcționau o școală cu 16 elevi și o biserică ortodoxă. De-a lungul perioadei interbelice, situația s-a păstrat dar, odată cu creșterea și extinderea orașului București, comuna Dudești-Cioplea a fost în cele din urmă desființată, satele sale (Vitan, Bârzești, Dudești, Cioplea, Văcărești) fiind incluse în oraș. Cățelu a rămas singurul sat care a mai rămas din comuna Dudești-Cioplea, fiind inclus din 1968 în comuna Glina.
În anii 1980–1990 a fost construită autostrada A2 București–Constanța care își are punctul de început lângă satul Cățelu.

#### Etimologie
Originea numelui „Cățelu” este subiect de dezbatere între istorici și localnici. O teorie populară susține că numele provine de la un han aflat pe vechiul drum dintre București și Cernica, unde călătorii se opreau adesea însoțiți de câini. O altă ipoteză sugerează că numele ar fi derivat dintr-un vechi toponim folosit de ciobanii care traversau zona.

#### Istorie
În perioada interbelică, Cățelu era cunoscut pentru târgurile sale locale și pentru apropierea de principalele rute comerciale ale Capitalei. După 1945, localitatea a trecut printr-un proces de urbanizare graduală, fiind integrată în rețeaua suburbană a Bucureștiului, construindu-se liniile de autobuz STB 246, STV 405, 408 si respectiv 472 ce strabat satul, oferind acces rapid catre capitala.

#### Geografie și demografie
Cățelu este situat la est de București, în proximitatea comunei Glina. Relieful zonei este predominant plat, specific Câmpiei Române, iar clima este temperată-continentală.
Conform recensământului, populația localității este în creștere, pe fondul extinderii rezidențiale a Bucureștiului. În ultimii ani, Cățelu a devenit o zonă de interes pentru dezvoltările imobiliare, datorită accesului facil către oraș.

#### Cultură și tradiții
Deși este o localitate mică, Cățelu păstrează anumite tradiții specifice zonei de sud a României. În trecut, era cunoscut pentru târgurile sezoniere și obiceiurile legate de sărbătorile populare. În prezent, localitatea îmbină influențele rurale cu dezvoltările urbane recente.